# José Antonio Villanueva
José Antonio Villanueva Trinidad (nascido em 3 de fevereiro de 1979) é um ex-ciclista espanhol que participava em competições de ciclismo de pista. Nos Jogos Olímpicos de Atenas 2004, ele terminou em sétimo lugar na prova de velocidade por equipes e ganhou um diploma olímpico. Também obteve diploma olímpico nos Jogos Olímpicos de Sydney 2000 ao terminar na sexta posição na prova de velocidade.